# Maidu

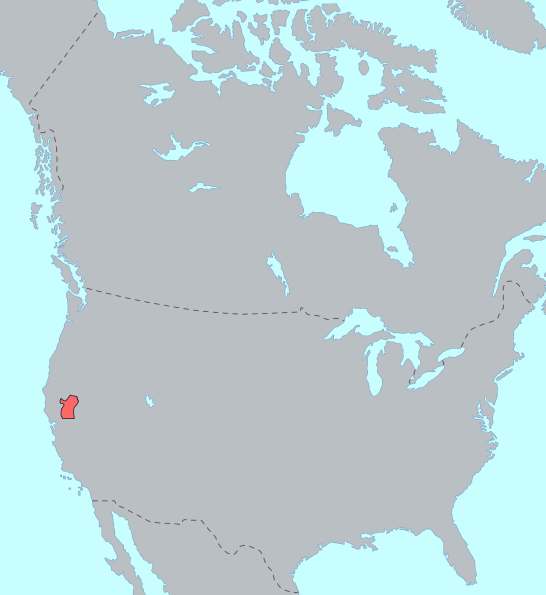
Situación de los maidu.

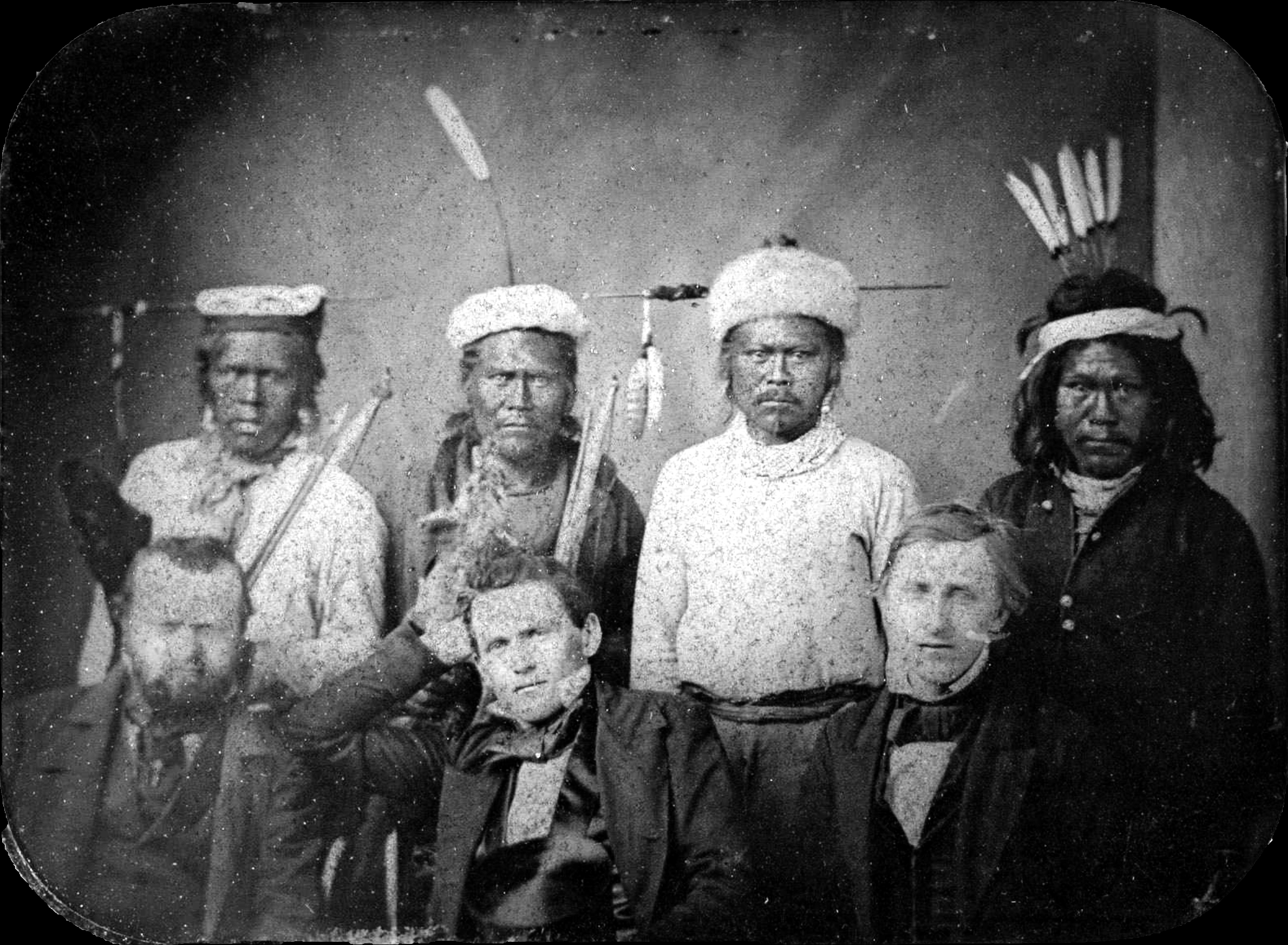
Maidu.

Los  maidu son una tribu india del grupo penutíe también llamada pujun. Su nombre quería decir “hombre”. Se dividía en tres grupos: Montaña, Valle y Mishinam o “gente de la colina”. Según Sebeok, sin embargo, se dividían en tres grupos, a tenor de los parlantes de la lengua: 
- Sur o Nisenan, con 12 parlantes en 1962
- NE o Cushna y Hololupai con menos de 10 parlantes en 1962
- NO o Konkow, entre 10 y 100 parlantes en 1962

## Localización
Vivían en el valle del Sacramento, en las orillas de los ríos Feather y American, y en las montañas adyacentes de Sierra Nevada (California). Actualmente ocupan las reservas de Round Valley y las tierras de Berry Creek y Enterprise, en el condado de Butte (California) y de Susanville, en el condado de Lassen (California). Últimamente se ha creado la de Mooretown

## Demografía
Posiblemente eran 9500 en 1770, pero fueron diezmados, y hacia 1910 sólo quedaba un millar, aunque siguieron disminuyendo. En 1960 había 93 indios. En 1970 y en 1980 sumaban unos 200 individuos. Según datos de la BIA de 1995, en el rancho de Berry Creek vivían 304 individuos, en el de Enterprise había 360 (ninguno en el rol tribal), en el de Mooretown vivían 1.105, en el de Chico eran 45 habitantes (ninguno en el rol tribal), en el de Greenville 2015 habitantes (175 en el rol tribal), y en el de Susanville 1091 (pero 130 en el rol tribal). En el de Auburn eran 206 entre maidu y miwok. 
Según el censo de 2005 había censados 4095 maidu (sólo 235 puros).

## Costumbres
Vivían en casas fabricadas con palos, corteza, estopa y hierba cubiertas de tierra, de forma circular, con techo cónico provisto de chimenea. Las casas de los del valle eran largas, mientras que los de la montaña las tenían con colgadizos, y parecidas a las de las tribus de los alrededores. Formaban poblados de 250 personas cada uno, con posesión exclusiva de terrenos de caza de 100 a 200 millas cuadradas. Su cultura es similar a la de los indios de la costa californiana.
Se alimentaban de la recolección de frutos y semillas, de la pesca de salmones y anguilas, y de la caza de osos, ciervos, conejos, patos, gamos y gansos. Llevaban muy poca ropa, y no conocían las técnicas textiles de sus vecinos. Sin embargo eran buenos cesteros.
Se dividían en numerosos grupos autónomos, con un territorio comunal. No se les conoce ningún sistema social, pero tenían caudillos, generalmente el hombre más sabio de la tribu, algunos de los cuales heredaban el cargo, pero podían ser depuestos si se hacían impopulares. 
También tenían chamanes y brujos, ritos de pubertad tanto para niños como para niñas, danzas rituales, casas de sudor, y creían en el Gran Hombre que creó la tierra y se revelaba mediante el rayo y el relámpago. También participaban en los ceremoniales del culto kuksu, con sociedades secretas y una cámara ceremonial especial de techo de tierra, muy común en las otras tribus californianas.
Se subdividían en los grupos Cohes, Cushna, Hoitda, Honkut, Kiski, Konkau, Kulomum, Molma, Nimsewi, Pakamali, Tsaktomo, Tsamak, Tsulumsewi, Tummeli, Ustoma, Willi, Yumagatok, y Yunu.

## Historia
Hallazgos de una punta tipo clovis provee pruebas suficientes de que un grupo de los primeros californianos probablemente vivió y prosperó en la parte noreste del estado, donde se asientan los Maidu.
Fueron mencionados por primera vez por los europeos en 1818, aunque los españoles intentaron situar una misión entre ellos entre 1700 y 1800. Estaban divididos en numerosos poblados, que eran Bamom, Bauka, Bayu, Benkomkomi, Botoko, Eskini, Hembem, Hoako, Hoholto, Hokomo, Hopnomkoyo, Indak, Kalkalya, Kotasi, Kulaiapto, Kulkumish, Michopdo, Mimal, Molma, Nakankoyo, Oidoingkoyo, Okpam, Ola, Ololopa, Onchoma, Opok, Otaki, Paki, Panpakan, Pitsokut, Pulakatu, Sekumne Sisu, Silongkoyo, Siwim Pakan, Sunusi, Tadoiko; Taikus, Taisida, Tasikoyo Tchikimisi, Tishum, Tomcha, Totoma, Tsam Bahenom, Tsekankan, Tsuka Wokodot, Yalisumni, Yamako, Yauko, Yiikulme, Yodok, Yotammoto, Yumam, y Yupu.
Entre 1832 y 1840 tuvieron el primer contacto con los blancos, cuando estos invadieron su territorio durante la fiebre del oro, y desde 1848, cuando el Estado de California fue constituido, comenzaron a atacarlos, de manera que los redujeron a un millar a comienzos del siglo XX. Hacia 1880 había desaparecido el 90 % de los efectivos existentes en 1828.
En 1862 la mayor parte de los maidu (unos 435) fueron obligados a ir a la reserva de Round Valley con otras tribus californianas. 
En 1988 fue reconocido como tribu el grupo Mooretown Concow Maidu. Miembros destacados de la tribu son Marie Mason Potts y Janice Gould.